# Fabrice O. Joubert
Fabrice O. Joubert é um cineasta francês. Como reconhecimento, foi nomeado ao Oscar 2010 na categoria de Melhor Animação em Curta-metragem por French Roast.